# Art of Fighting Anthology
Pour les articles homonymes, voir Art of Fighting.
Art of Fighting Anthology est une compilation de jeux vidéo de combat en 2D développé par SNK Playmore, et édité par SNK Playmore. Elle est sortie en 2007 sur PlayStation 2, puis sur Playstation 4.

## Description
Cette compilation regroupe les trois premiers opus de la série créée par SNK.